# Allan's Island
Allan's Island anciennement connue sous le nom d'Allan Island est une petite communauté canadienne située sur l'île éponyme au sud de la péninsule de Burin de l'île de Terre-Neuve dans la province de Terre-Neuve-et-Labrador. Elle est reliée à Lamaline et à la route 220 qui fait le tour de la partie sud de la péninsule de Burin par la route 220-19. Il y a un phare visible sur 9 miles. Allan's Island fut désigné comme village en 1968. La communauté fait aujourd'hui partie de la ville de Lamaline.

## Démographie
| Année | Population |
| ----- | ---------- |
| 1940  | 303        |
| 1951  | 196        |
| 1956  | 187        |

## Annexe

### Webographie
- Ressource relative à la géographie :   - Base de données toponymiques du Canada